# Jean de Moulins

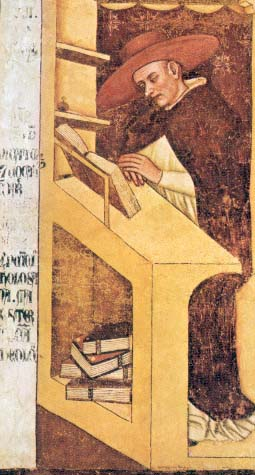
Jean de Moulins, em pintura de Tommaso da Modena

Jean de Moulins foi um frade dominicano e prelado francês.
Vinculado à província de Toulouse, em 1344 foi designado Inquisidor do Reino de França. Foi Mestre do Palácio Sagrado (Magister Sacri Palatii) - na prática, teólogo do Papa), entre 1345 e 1349.
Eleito Mestre-geral da Ordem dos Pregadores em 1349, renunciou ao cargo um ano depois, por ter sido nomeado cardeal de Santa Sabina, no consistório de 17 de Dezembro de 1350.
Faleceu a 23 de Fevereiro de 1353.